# Top Gear
Top Gear (рус. Высшая передача) — британская телепередача, посвящённая автомобилям. Первые выпуски передачи вышли в 1977 году. Это была передача в формате тележурнала, который в течение долгого времени не менялся. В 2002 году произошёл перезапуск цикла, в результате которого появился современный «Top Gear» — с юмором и фирменными тестами. Передачу стали вести Джереми Кларксон, Ричард Хаммонд, Джейсон Доу и суперсекретный водитель-испытатель по прозвищу Стиг. Во втором сезоне Джейсона Доу заменил Джеймс Мэй. Аудитория программ в странах официальной трансляции составляет около 350 миллионов человек.
В Великобритании выходила на канале «BBC Two» с 2002 по 2020 год. С 2020 года выходит на канале BBC One.
25 марта 2015 года «Би-би-си» официально объявило об увольнении Джереми Кларксона. Вслед за Кларксоном его коллеги по цеху Ричард Хаммонд и Джеймс Мэй, а также продюсер Энди Уилман отказываются работать в «Top Gear», из-за этого будущее популярной передачи остаётся под вопросом.
В начале июня 2015 года стало известно об одном из трёх новых ведущих. Им стал радиоведущий популярного утреннего шоу на BBC 2 Radio Крис Эванс.
30 ноября 2015 года стало известно, что «Top Gear» вернётся на BBC 8 мая 2016 года.
29 мая 2016 года на BBC вышел первый эпизод с новыми ведущими. Формат шоу не изменился.
23 марта 2023 года BBC приостановили съёмки 34 сезона передачи, после того как Фредди Флинтофф пострадал в аварии, произошедшей во время съёмок.
21 ноября 2023 года BBC объявили о решении прекратить производство шоу «на неопределённый срок».

## История
| Сезон | Серии | Серии | Даты показа     | Даты показа     | Даты показа | Зрители (UK) (млн.) |
| Сезон | Серии | Серии | Первая серия    | Последняя серия | Канал       | Зрители (UK) (млн.) |
| ----- | ----- | ----- | --------------- | --------------- | ----------- | ------------------- |
| 1     | 10    | 10    | 20 октября 2002 | 29 декабря 2002 | BBC Two     | 3,30                |
| 2     | 10    | 10    | 11 мая 2003     | 20 июля 2003    | BBC Two     | 3,16                |
| 3     | 9     | 9     | 26 октября 2003 | 28 декабря 2003 | BBC Two     | 4,03                |
| 4     | 10    | 10    | 9 мая 2004      | 1 августа 2004  | BBC Two     | 3,48                |
| 5     | 9     | 9     | 24 октября 2004 | 26 декабря 2004 | BBC Two     | 4,15                |
| 6     | 11    | 11    | 22 мая 2005     | 7 августа 2005  | BBC Two     | 4,21                |
| 7     | 7     | 7     | 13 ноября 2005  | 12 февраля 2006 | BBC Two     | 4,61                |
| 8     | 8     | 8     | 7 мая 2006      | 30 июля 2006    | BBC Two     | 4,45                |
| 9     | 6     | 6     | 28 января 2007  | 4 марта 2007    | BBC Two     | 7,45                |
| СП    | 1     | 1     | 25 июля 2007    | 25 июля 2007    | BBC Two     | 4,50                |
| 10    | 10    | 10    | 7 октября 2007  | 23 декабря 2007 | BBC Two     | 7,01                |
| 11    | 6     | 6     | 22 июня 2008    | 27 июля 2008    | BBC Two     | 5,94                |
| 12    | 8     | 8     | 2 ноября 2008   | 28 декабря 2008 | BBC Two     | 7,32                |
| 13    | 7     | 7     | 21 июня 2009    | 2 августа 2009  | BBC Two     | 7,17                |
| 14    | 7     | 7     | 15 ноября 2009  | 3 января 2010   | BBC Two     | 6,69                |
| 15    | 6     | 6     | 27 июня 2010    | 1 августа 2010  | BBC Two     | 6,25                |
| 16    | 8     | 8     | 21 декабря 2010 | 27 февраля 2011 | BBC Two     | 7,19                |
| 17    | 6     | 6     | 26 июня 2011    | 31 июля 2011    | BBC Two     | 6,42                |
| 18    | 8     | 8     | 28 декабря 2011 | 11 марта 2012   | BBC Two     | 6,07                |
| 19    | 7     | 7     | 27 января 2013  | 10 марта 2013   | BBC Two     | 6,58                |
| 20    | 6     | 6     | 30 июня 2013    | 4 августа 2013  | BBC Two     | 5,31                |
| 21    | 7     | 7     | 2 февраля 2014  | 16 марта 2014   | BBC Two     | 6,49                |
| 22    | 10    | 10    | 27 декабря 2014 | 28 июня 2015    | BBC Two     | 6,49                |
| СП    | 2     | 2     | 26 декабря 2015 | 30 декабря 2015 | BBC Two     | 1,79                |
| 23    | 6     | 6     | 29 мая 2016     | 3 июля 2016     | BBC Two     | 3,89                |
| 24    | 7     | 7     | 5 марта 2017    | 23 апреля 2017  | BBC Two     | 3,15                |
| 25    | 6     | 6     | 25 февраля 2018 | 1 апреля 2018   | BBC Two     | 3,11                |
| 26    | 5     | 5     | 17 февраля 2019 | 17 марта 2019   | BBC Two     | 2,35                |
| 27    | 5     | 5     | 16 июня 2019    | 14 июля 2019    | BBC Two     | 4,46                |
| 28    | 7     | 7     | 29 декабря 2019 | 1 марта 2020    | BBC Two     | 4,76                |
| 29    | 5     | 5     | 4 октября 2020  | 1 ноября 2020   | BBC One     | 5,68                |
| 30    | 4     | 4     | 14 марта 2021   | 4 апреля 2021   | BBC One     | 6,42                |
| 31    | 6     | 6     | 14 ноября 2021  | 24 декабря 2021 | BBC One     | 5,72                |
| 32    | 5     | 5     | 5 июня 2022     | 3 июля 2022     | BBC One     | 3,93                |
| 33    | 5     | 5     | 30 октября 2022 | 18 декабря 2022 | BBC One     | 4,39                |

Джереми Кларксон, который помог «Top Gear» в первоначальном формате достигнуть своего пика в 1990-х, вместе с продюсером Энди Уилманом предложил «Би-би-си» не закрывать шоу (такое решение было принято в 2001 году), а создать для него новый формат.
В 2002 году началось создание сезона. Местами съёмки «Top Gear» стали аэродром Дансфолд и бизнес-парк в Уэверли, графство Суррей. В ангаре разместили студию, где собирают большую аудиторию. На взлётной полосе и части рулёжных дорожек создали знаменитую трассу «Top Gear».
Новый формат серий включает много существенных изменений по сравнению со старым. Передача стала длиться один час, основных ведущих стало трое. В первом сезоне ими стали Джереми Кларксон, Ричард Хаммонд и Джейсон Доу, которого во втором сезоне сменил Джеймс Мэй. Кроме того, в передаче участвует специально приглашённый тест-драйвер по прозвищу Стиг, который всегда в защитном шлеме и одет в белый костюм. В передаче появилась «Стена Крутости», «Новости», «Звезда в бюджетном автомобиле», «Лучший круг „Top Gear“», различные испытания, гонки и др.
В начале 2006 года «Би-би-си» планировала переместить студию из Дансфолда в деревушку Энстоун, графство Оксфордшир для съёмок восьмого сезона «Top Gear», но не получила разрешения совета Западного Оксфордшира из-за шума и загрязнения. Несмотря на отсутствие разрешения на продолжение съёмок в Дансфолде сезон был начат именно там. В этом сезоне обновился автомобиль в разделе «Звезда в бюджетном автомобиле» (Chevrolet Lacetti вместо Suzuki Liana, а в 16-м сезоне Kia cee’d, а в 20-м сезоне Vauxhall Astra) и некоторые элементы студии.
20 сентября 2006 года Ричард Хаммонд попал в аварию на испытательном полигоне «Top Gear» на турбореактивной машине «Вампир» на скорости 322 мили/ч (518 км/ч). Это были съёмки специальной серии. «Би-би-си» отложила все передачи с участием Хаммонда до его выздоровления. После урегулирования вопросов безопасности и окончания расследования руководители канала дали добро на продолжение. Съёмки возобновились 5 октября 2006. Серия в которой был момент с аварией Хаммонда, вышла 28 января 2007. Эта серия собрала аудитории больше, чем реалити-шоу «Большой брат», а последняя серия сезона собрала аудиторию в 8 миллионов человек.

Верхнее фото: 1 сезон, слева-направо : Джейсон Доу, Ричард Хаммонд и Джереми Кларксон.
Нижнее фото: 2 сезон, Джеймс Мэй, Ричард Хаммонд и Джереми Кларксон.

Специальная серия «Наперегонки к Северному полюсу» вышла 25 июля 2007 года в разрешении HD. Старт гонки был дан в Канаде из самого северного поселения Резольют, финиш — Северный магнитный полюс. Джеймс Мэй и Джереми Кларксон путешествовали на специально подготовленной Toyota Hilux. Ричард Хаммонд — на собачей упряжке. Преодолев немало трудностей, Мэй и Кларксон достигли цели.
9 декабря 2007 года «Top Gear» участвовала в 24-часовой гонке Britcar на трассе Сильверстоун. Все ведущие, а также Стиг, были пилотами подержанного дизельного BMW 330d. Они стали третьими в классе и 39 в общем зачёте. Автомобиль использовал биотопливо, которые ведущие выращивали в одной из предыдущих передач.
В 2008 году вышло шоу «Top Gear Live». Это живое передвижное шоу с участниками программы. Тур начался 30 октября в Эрлс-Корт, Лондон и продолжился по всей Великобритании и другим странам. В шоу пытались проделать многие трюки, устраивали различные соревнования, используя различные эффекты. Также приглашались разные знаменитые гонщики.
Четырнадцатый сезон вышел осенью 2009 года. Этот сезон критиковало много зрителей, обвиняя ведущих в предсказуемости, использовании старых клише и однообразном юморе. В радиопередаче «Точка зрения» «Би-би-си» 13 декабря 2009 Джэнис Хэдлоу, супервайзер «Би-би-си 2», сказала, что критика беспочвенна, так как аудитория передачи по-прежнему огромна.

Тем не менее 20 декабря Энди Уилмен признал, что ведущие «слишком эксплуатируют свои телевизионные образы», и добавил:

«Можно честно себе признаться, что Top Gear в текущем формате ближе к концу, чем к началу, и наша задача — посадить этот самолёт без ущерба для его статуса. По иронии, тем не менее, это значит, что до конца шоу нам ещё предстоит искать новые маршруты, даже если мы облажаемся, потому что, в общем, это значит, что мы не перестаём стараться».

25 марта 2015 года «Би-би-си» официально объявило об увольнении Джереми Кларксона. Вслед за Кларксоном его коллеги по цеху Ричард Хаммонд и Джеймс Мэй, а также продюсер Энди Уилман отказываются работать в «Top Gear»
В июне 2015 года, корпорация «Би-би-си» объявила, что Крис Эванс станет новым ведущим автомобильного шоу Top Gear. Эванс подписал контракт на три года. В качестве помощников Эванса выбрали: немецкую автогонщицу Сабину Шмиц (участвовала в двух выпусках Top Gear), автомобильного журналиста Криса Харриса и шотландского автогонщика Дэвида Култхарда.
В феврале стало известно имя ещё одного ведущего, им стал актёр Мэтт Леблан, ранее участвовавший в передаче в качестве гостя.

### 2019—2022
В мае 2018 года Мэтт Леблан покинул шоу.
Также объявили что Рори Рид уходит с поста главного ведущего. Новый состав участников получил положительный приём по сравнению со смешанными отзывами о предыдущих сериях.
22 октября 2018 года Би-би-си объявила о назначении Эндрю «Фредди» Флинтоффа и Пэдди Макгиннесса вместо Леблана и Рида.
В начале 2020 года шоу стало транслироваться на канал BBC One.

## Ведущие
На сегодняшний день в шоу было 13 ведущих:
- Джереми Кларксон, 2002—2015
- Джейсон Доу, 2002
- Ричард Хаммонд, 2002—2015
- Стиг, 2002—2022
- Джеймс Мэй , 2003—2015
- Крис Эванс, 2016
- Мэтт Леблан, 2016—2019
- Сабина Шмитц, 2016—2020
- Эдди Джордан, 2016—2018
- Крис Харрис, 2016—2022
- Рори Рейд, 2016—2019
- Фредди Флинтофф, 2019—2022
- Пэдди МакГиннесс, 2019—2022

### Джереми Кларксон
Джереми Кларксон (англ. Jeremy Charles Robert Clarkson) родился 11 апреля 1960 года в Донкастере. Джереми Кларксон приобрёл известность прежде всего как автомобильный журналист и ведущий программы «Top Gear» на телеканале «Би-би-си-2». Иногда Хаммонд и Мэй называют его Джезза или орангутан. Ведущим «Top Gear» Кларксон стал в 1988 году. В 2015 году был уволен с поста ведущего за драку с помощником продюсера.

### Ричард Хаммонд
Ричард Хаммонд (англ. Richard Mark Hammond) родился 19 декабря 1969 в Бирмингеме. Английский телеведущий, наиболее известный по телепередачам «Top Gear» и «Головоломы» («Мозголомы»). Занимал должность ведущего «Top Gear» с 2002 года по 2015. Ведёт еженедельную колонку в разделе «Motoring» журнала «The Daily Mirror», публикуемую по пятницам. Родом из Уэст-Мидлендс, в середине 1980-х Ричард Хаммонд переехал со своей семьёй (мать Эйлин, отец Алан, и братья Эндрю и Николас) в город-ярмарку Рипон в Йоркшире, где его отец открыл пробный бизнес на рыночной площади. На заре своей карьеры работал на нескольких радиостанциях, перед тем как прийти к текущим дневным шоу о стиле жизни и программам об автомобилях на телеканале Men & Motors. Ведущим «Top Gear» Хаммонд стал в 2002-м, когда шоу обрело свой специфический формат. Иногда соведущие «Top Gear» и фанаты называли его хомяком (англ. Hamster). Известен как ярый поклонник «Порше», в особенности Porsche 911. Его леворульный Porsche 911 не раз появлялся в студии «Top Gear». Ненавидит рыбу и всё, что с ней связано (крабов, осьминогов, кальмаров и других морских жителей), умеет летать на вертолёте. Боится насекомых.
В сентябре 2006 на съёмках очередного эпизода телешоу попал в автомобильную аварию. По сценарию шоу Хаммонд проводил испытание автомобиля на реактивной тяге «Вампир», который теоретически способен передвигаться со скоростью 311 миль/ч (500 км/ч). 20 сентября его автомобиль на скорости 322 миль/ч (518 км/ч) вылетел с взлётно-посадочной полосы, перевернулся и пролетел по газону немалое расстояние. Причина аварии — передняя правая покрышка не выдержала скорости и взорвалась.

### Джейсон Доу
Джейсон Доу был ведущим в первом сезоне «Top Gear», его задачей был показ обычных машин, в противоположность «суперкарам» которые представляли Джереми Кларксон и Ричард Хаммонд. Джеймс Мэй заменил Джейсона как третьего ведущего во втором сезоне «Top Gear».

### Джеймс Мэй
Джеймс Мэй (англ. James Daniel May) родился 16 января 1963 в городе Бристоль. Является английским журналистом и одним из соведущих данной телепередачи. Ведёт колонку, посвящённую автомобилям в газете «The Daily Telegraph». За осторожный стиль вождения автомобиля, коллеги по «Top Gear» дали ему прозвище «Капитан Улитка» (англ. Captain Slow) и «Капитан Тормоз», что, однако, не помешало ему разогнать автомобиль Bugatti Veyron до его максимальной скорости — 407 км/ч, а в 2010 году поднять данную планку до 417 км/ч на Bugatti Veyron 16.4 Super Sport World Record Edition.
Кроме того, Джеймс Мэй вместе с Кларксоном и исландской командой поддержки были первыми людьми, которым удалось достичь северного полюса на специально оборудованном автомобиле (Toyota Hilux). По версии Кларксона, Джеймс Мэй стал первым человеком, который поехал на Северный Полюс, не имея ни малейшего желания там побывать.
Несмотря на все насмешки по поводу скорости езды и причёски Джеймса, он является очень важной частью троицы: его коллеги всегда интересуются мнением Мэя насчёт строения или модифицирования машин, прежде чем менять их.
Боится высоты. Последний факт можно поставить под сомнение, учитывая наличие лицензии пилота.

### Стиг
Стиг (англ. The Stig) — пилот-испытатель передачи. Ведущие телешоу отшучиваются от вопросов относительно личности Стига, говоря, что это всего только робот. В телешоу ему отведена роль загадочного «приручённого гонщика». Между тем, Стиг появляется в титрах как ведущий телешоу, наравне с Джереми Кларксоном, Ричардом Хаммондом и Джеймсом Мэйем.
Основная обязанность Стига — гонять в автомобилях по тест-треку в Дансфолд Парке. Его результаты заносятся на специальное табло. Также в телешоу приглашают гостей, чаще всего актёров, музыкантов, иногда политиков и тому подобное. Стиг тренирует их на тест-треке, затем «звёзды» проезжают зачётный круг на бюджетном автомобиле и их результаты тоже попадают на специальное табло. В первых 7 сезонах этим автомобилем являлся Suzuki Liana, с 8 по 14 сезоны — Chevrolet Lacetti, а с 15 по 19 сезоны — Kia Cee'd, а в 20 сезоне эта роль досталась Vauxhall Astra. Все приглашённые пилоты Формулы 1 проходят трассу на Suzuki Liana. Таким образом достигаются равные условия для всех гонщиков, пришедших на шоу в разные сезоны. Рекорд трека на Suzuki Liana установил Даниэль Риккардо.
Первым, Чёрным Стигом, который был раскрыт после второго сезона, был гонщик Перри Маккарти. В первой серии третьего сезона он «погиб»: Стиг упал с авианосца на доработанном Ягуаре. Новый, Белый Стиг появился в следующей серии. Личность Стига была «раскрыта» в первом эпизоде 13-го сезона передачи. Им оказался семикратный чемпион мира по гонкам «Формула-1» Михаэль Шумахер. Однако, в конце эпизода, Кларксон сказал, что это не Стиг, а затем показал запись его (Шумахера) плохой езды на Suzuki Liana. Во втором эпизоде Кларксон сказал: «На прошлой неделе пришёл человек, заявляя, что он — Стиг. Может это он, мы не знаем… Говорят, что на прошлой неделе его нашли в запертой комнате, привязанным к стулу немецкой струной от рояля» («Last week a man came here claiming to be the Stig. Maybe he is, we don’t know… Some say, that last week he was found in a locked room, tied to a chair with German piano wire»). Личность Стига была окончательно раскрыта в начале сентября 2010. Им оказался Британский гонщик Формулы 3 Бен Коллинс. После раскрытия личности предыдущего Стига, в шестнадцатом сезоне был представлен новый Белый Стиг. Сначала в новогоднем выпуске был показан Стиг-младенец, якобы выращиваемый на «ферме Стигов» и способный вырасти до взрослого за месяц, и после новогодних каникул новый Стиг приступил к работе.

### Представление Стига
Ведущие шоу обычно представляют Стига весьма оригинальным и весёлым образом. Каждое представление начинается со слов «Some say…» (Некоторые говорят, что…) и заканчивается фразой «All we know is… he’s called The Stig.» (Всё что мы знаем… его зовут Стиг). В каждом выпуске своя вариация этого приветствия, например:

Говорят, что он посмотрел Короля Льва 1890 раз. Всё, что мы знаем — это то, что его зовут не Стиг, это его африканский кузен!

В ноябрьском номере «Top Gear» (русское издание, 2008 год) ему посвящена целая статья, в которой в шуточной манере описывается появление Стига. Например, говорится, что форма его левого соска практически точно повторяет форму Нюрбургрингa.

## Трасса
Трасса обычно используется для «Звезда в бюджетном автомобиле», «Лучшего круга», а также для бесчисленных сюжетов программы, особенно в испытании автомобилей. Часто на трассе идут гонки по сюжетам «Необычные обзоры», когда купленные дешёвые машины, соревнуются друг с другом или со Стигом. Иногда трассу используют и как элемент автострады, на ней проверяют мастерство вождения от мотоциклов до тяжёлых грузовиков. Иногда на трассе появляются гонщики Формулы 1, на машине из раздела «Звезда в бюджетном автомобиле».

## Автомобиль года
В конце каждого осеннего сезона ведущие выбирают автомобиль года. Единственным критерием для выбора является то, что всем ведущим понравится данный автомобиль. Победителями являются:
| Год  | Автомобиль                                     |
| ---- | ---------------------------------------------- |
| 2002 | Range Rover                                    |
| 2003 | Rolls-Royce Phantom                            |
| 2004 | Volkswagen Golf GTI                            |
| 2005 | Bugatti Veyron                                 |
| 2006 | Lamborghini Gallardo Spyder                    |
| 2007 | Ford Mondeo или Subaru Legacy Outback          |
| 2008 | Caterham 7 Superlight R500                     |
| 2009 | Lamborghini Gallardo LP550-2 Valentino Balboni |
| 2010 | Citroen DS3                                    |
| 2011 | Range Rover Evoque                             |
| 2012 | Toyota GT86                                    |
| 2013 | Ford Fiesta ST                                 |
| 2014 | Toyota 4Runner                                 |

### Автомобиль десятилетия
| Год    | Машина                |
| ------ | --------------------- |
| 1990-е | Land Rover Freelander |
| 2000-е | Bugatti Veyron        |

## Элементы передачи

### Гонки
Гонки, как правило, устраиваются на большие расстояния. Наиболее частыми являются гонки с участием машин и общественного транспорта. Ведущие пытаются выяснить, на чём можно будет быстрее добраться до определённого места. Существует специальное правило этих гонок — Джереми Кларксон не может использовать общественный транспорт, а Джеймс Мэй и Ричард Хаммонд не могут использовать машины. Иногда они соревнуются друг против друга, используя другие виды транспорта.

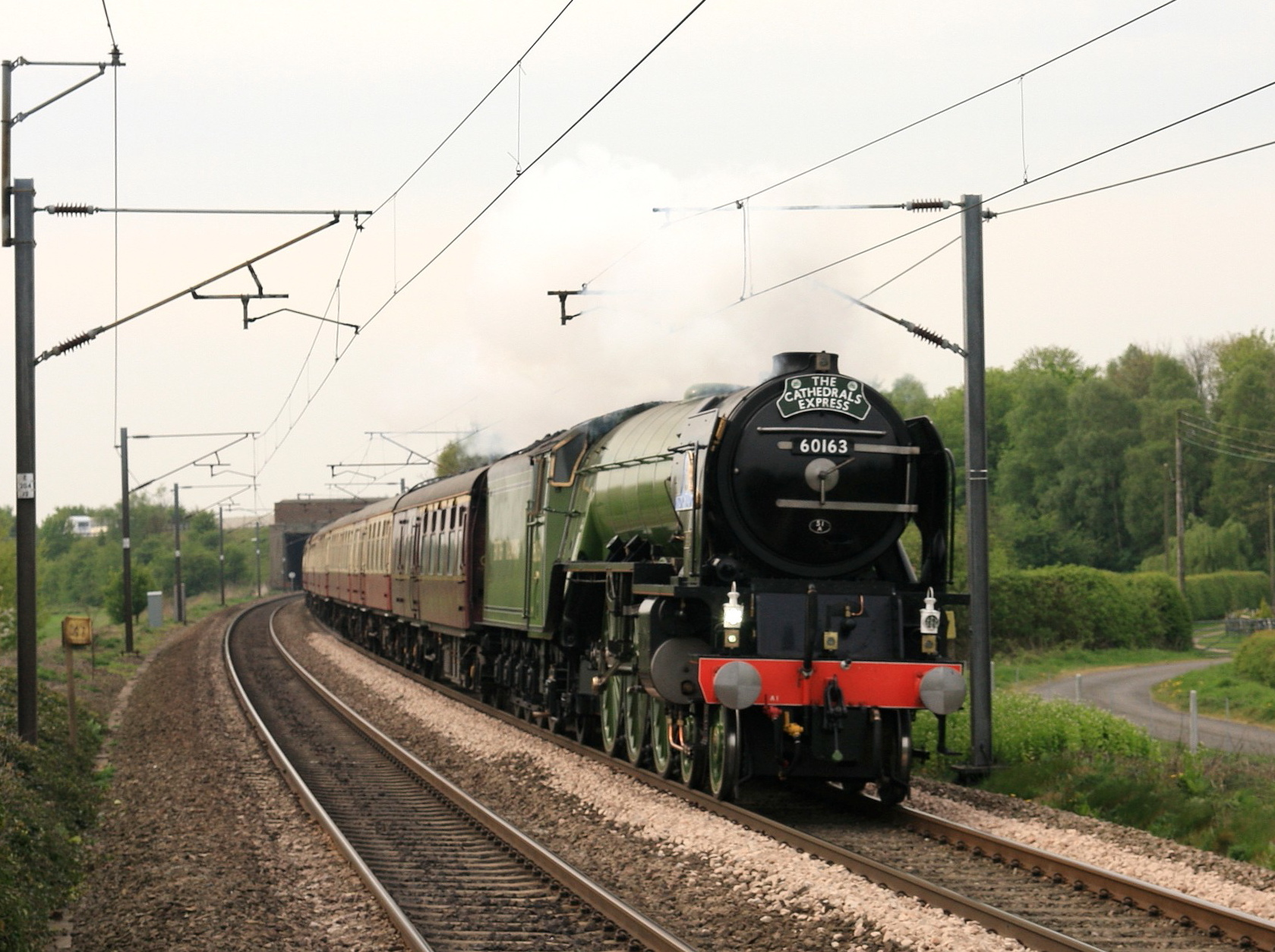
Джереми Кларксон на паровозе Tornado

### Испытания
Один из самых интересных элементов программы. В первых сезонах ведущие пытались довести до абсурда любые испытания. Например, они испытывали, может ли автобус перепрыгнуть через мотоциклы (в обычной жизни наоборот). Начиная с пятого сезона испытания перешли в русло «Как трудно это может быть?». Ведущие переделывали микроавтобус Renault Espace в кабриолет. Участвовали в 24-часовой гонке Britcar на трассе Сильверстоун на подержанной BMW 330d.

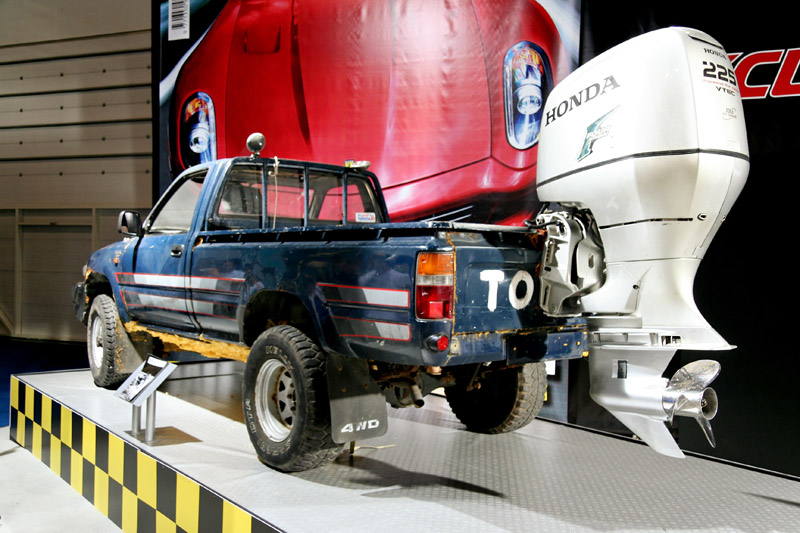
Амфибийная Тойота Джереми Кларксона

Начиная с четвёртого сезона, ведущие стали покупать подержанные машины за небольшую сумму денег. Их задачей, как правило, является поездка от одного места до другого. В ходе этого заезда ведущим даются различного рода испытания. Интересной деталью является также и машина, которую продюсеры заготавливают в случае поломки одной из машин ведущих. Одно из их испытаний — это попытка переделать обычные автомобили в амфибии. Сначала они пытались переплыть озеро, а потом доплыть до Франции через пролив Ла-Манш.

### Звезда в бюджетном автомобиле
Эта часть программы обычно подразумевает собой беседу между Джереми Кларксоном и приглашённой знаменитостью. Разговор, как правило идёт о машинах, которыми владел гость, а также о проекте (новом фильме, музыкальном альбоме и т. д.), с целью продвижения которого и пришёл гость. Отличительной особенностью от других шоу является то, что приглашённые звёзды проходят круг по треку Top Gear. Джереми называет их время и вывешивает результат на специальную доску «Звезда в бюджетном автомобиле».

### Лучший круг
Это раздел передачи посвящён заездам машин на время. Водителем является Стиг, которого обычно представляют в шутливой манере: «Поговаривают, что…». Ведущие наблюдают за прохождением круга, комментируя поведение машины на треке. Результат вешается на доску «Лучший круг». Таким образом, в программе пытаются определить самый быстрый автомобиль.
Для квалификации «Лучший круг Top Gear» — автомобиль должен быть в свободной продаже, подготовлен для обычной дороги, мог переезжать «лежачего полицейского», и обязательно быть с бензиновым двигателем.

### Стена крутости
Кларксон и Хаммонд вешают на нескольких стендах фотографии и спорят относительно её позиции, поскольку на стене есть разделы: «Совсем не круто», «Не круто», «Круто», «Очень круто». Обычно взгляды Кларксона и Хаммонда не сходятся, и они просят помощи у зрителей в студии. Но даже в этом случае им редко удаётся решить, в какой раздел отправить машину. В результате возникает ожесточённый спор, который обычно заканчивается тем, что Кларксон, используя свой рост, вешает фотографию в недосягаемости от Хаммонда. Однажды, в результате пожара стена крутости была уничтожена, но через несколько серий она была восстановлена. В последних сезонах, в отличие от первых, стена крутости практически не появляется.

### Необычные обзоры
В одном из сезонов пикап Toyota Hilux взрывали, сжигали, топили, а потом проверяли, заведётся он или нет (после испытания он завёлся; такая же модель пикапа была у Джереми Кларксона, из неё он делал амфибию). Также они ездили на мотоциклах и мопедах через Вьетнам, на автомобилях по льдам Северного Ледовитого океана, на подержанных автомобилях в Африке, на джипах в Латинской Америке, высаживались на Ford Fiesta как морские десантники, катались на кабриолетах в Ираке и прочее.

### Значимые автомобили
Программа иногда празднует годовщины известных моделей автомобилей, делая фильмы, обзоры, рассказывая, почему они являются исторически важными. Эти обзоры отличаются от обычных обзоров, они более серьёзны и исторически выверенны.
| Машина                                                                                            | Сезон, серия      |
| ------------------------------------------------------------------------------------------------- | ----------------- |
| Ford Escort RS1800                                                                                | Сезон 1, Серия 2  |
| Citroën DS                                                                                        | Сезон 1, Серия 3  |
| Bentley T2                                                                                        | Сезон 2, Серия 1  |
| Rover P5                                                                                          | Сезон 2, Серия 2  |
| Jaguar Le Mans, Jaguar C-Type и Jaguar Mark 2                                                     | Сезон 2, Серия 4  |
| Triumph TR6                                                                                       | Сезон 2, Серия 5  |
| GM HyWire                                                                                         | Сезон 2, Серия 9  |
| BMW, BMW M1, BMW M3 и BMW M5                                                                      | Сезон 3, Серия 2  |
| Lamborghini Miura                                                                                 | Сезон 3, Серия 4  |
| Lamborghini Countach                                                                              | Сезон 3, Серия 4  |
| Volkswagen Corrado VR6 Mercedes-Benz 190E 2.5-16                                                  | Сезон 3, Серия 5  |
| Aston Martin Vantage                                                                              | Сезон 3, Серия 6' |
| Mercedes-Benz 280SL                                                                               | Сезон 3, Серия 8  |
| Aston Martin Lagonda                                                                              | Сезон 3, Серия 8  |
| Dodge Charger 440 R/T                                                                             | Сезон 4, Серия 3  |
| Jaguar XJS                                                                                        | Сезон 4, Серия 6  |
| Rover V8 и Rover SD1                                                                              | Сезон 4, Серия 8  |
| Mercedes-Benz 300SL                                                                               | Сезон 5, Серия 5  |
| Maserati Biturbo и Maserati 250F                                                                  | Сезон 6, Серия 2  |
| Maserati Bora                                                                                     | Сезон 6, Серия 3  |
| Aston Martin DB5 и Jaguar E-type                                                                  | Сезон 6, Серия 5  |
| Ford Transit                                                                                      | Сезон 6, Серия 7  |
| British racing green и Vanwall F1                                                                 | Сезон 7, Серия 2  |
| Benz Motorwagen, Royal Enfield De Dion-Bouton, Ford Model T, Cadillac Type 53, Austin 7           | Сезон 10, Серия 8 |
| Ferrari Daytona                                                                                   | Сезон 12, Серия 5 |
| Jaguar Mark 2, Ford Falcon, Chevrolet Camaro, Ford Mustang, Leyland Mini, Ford Sierra RS Cosworth | Сезон 12, Серия 7 |
| Jaguar E-type                                                                                     | Сезон 17, Серия 1 |
| Mini Cooper S                                                                                     | Сезон 17, Серия 2 |

## Музыка в «Top Gear»
«Top Gear» используют адаптацию инструментального хита The Allman Brothers Band «Джессика» как главную тему, так как оригинальная серия началась в 1977. Это кавер-версия.
Во время 6 сезона ведущие объявили голосование за лучшую песню за рулём. Голосование шло по телефону и веб-сайту. В конце был составлен список из десяти песен, набравших большее число голосов.
| Место | Группа         | Песня             |
| ----- | -------------- | ----------------- |
| 1     | Queen          | Don't Stop Me Now |
| 2     | Golden Earring | Radar Love        |
| 3     | Meat Loaf      | Bat Out of Hell   |
| 4     | Steppenwolf    | Born to Be Wild   |
| 5     | Deep Purple    | Highway Star      |
| 6     | Motörhead      | Ace of Spades     |
| 7     | Kenny Loggins  | Danger Zone       |
| 8     | Led Zeppelin   | Immigrant Song    |
| 9     | AC/DC          | Highway to Hell   |
| 10    | Fleetwood Mac  | The Chain         |

В передаче используется различная музыка, как классическая, так и современная. Также в передаче использовалась музыка из компьютерных игр и популярных кинофильмов таких как: Mass Effect, Halo, «Властелин колец», Star Wars, Gears of War, «Назад в будущее», «Матрица», «Тёмный рыцарь», Tom Clancy's Splinter Cell: Chaos Theory, Command and Conquer: Red Alert, Command & Conquer 3: Tiberium Wars, «Трон: Наследие», «Команда „А“», «Последний самурай», «Мстители», «Начало».

## Трансляция

### В мире
В России передача выходила на телеканале НТВ по 2007 год, имея низкие рейтинги.

## Выпуски на дисках
Би-би-си было выпущено несколько музыкальных сборников. Первые выпуски берут своё начало ещё со времён старого формата телешоу, то есть с 90-х годов.
| Название                                                   | Дата выпуска    | Примечание |
| ---------------------------------------------------------- | --------------- | --- |
| Top Gear — The Greatest Driving Album This Year!           | 10 Ноября 2003  | 2-CD |
| Top Gear — The Ultimate Driving Experience                 | 14 Ноября 2005  | Упакован как 2-дисковое издание |
| Top Gear Anthems 2007: The Greatest Ever Driving Songs     | 21 Мая 2007     | 2-CD. Первые 4 трека — композиции, отобранные по результатам голосования в номинации «самая крутая музыка для вождения», проведённого в 6 сезоне. |
| Top Gear — Seriously Cool Driving Music                    | 12 Ноября 2007  | 2-CD |
| Top Gear Anthems 2008 — Seriously Hot Driving Music        | 2 Июня 2008     | 2-CD |
| Top Gear: Sub Zero Driving Anthems                         | 17              | |
| Top Gear — Back in the Fast Lane: Best of BBC Series 1 & 2 | 27 Октября 2003 | |
| Top Gear — Best of Series Three and Four                   |                 | |
| Top Gear — Revved Up                                       | 6 Июня 2005     | Содержит отснятый материал из 3, 4, и 5 серий. |
| Top Gear: Winter Olympics                                  | 5 Июня 2006     | DVD версия материала, пущенного в эфир; содержит весь отснятый материал и вырезанные сцены. |
| Top Gear — Box Set                                         | 18 Декабря 2006 | Включает в себя «Revved Up», «Winter Olympics», и «Best of Top Gear» (сезон 1 &2) |
| Top Gear — The Challenges                                  | 21 Мая 2007     | Включает в себя смонтированные заново эпизоды: Robin Reliant Space Shuttle, Amphibious Cars, Building a Limo, Building a Convertible, Parkour vs. Peugeot 207, Veyron Race from Alba, Crap 70s Supercars |
| Richard Hammond’s BBC Top Gear Interactive Challenge       | 12 Ноября 2007  | Интерактивный DVD-диск |
| Top Gear — The Great Adventures                            | 3 Марта 2008    | Включает в себя специальные выпуски: Путешествие к полюсу (Polar Special) и специальный выпуск из Америки (American Special); |
| Top Gear: The Challenges 2                                 | 2 Июня 2008     | Содержит эпизоды: «Машины-амфибии — продолжение», «Bugatti Veyron vs. Eurofighter Typhoon», «Гонка через Лондон», «Гонки в домах на колёсах», «В поисках самой лучшей трассы», «Fiat 500 vs. BMX», «24-Часовая гонка на выносливость — дополнительные материалы». |
| Top Gear: Apocalypse                                       | Ноябрь 2010     | Хаммонд и Мэй рассказывают что будет с машинами после ядерного апокалипсиса. |
| Top Gear at the Movies                                     | Ноябрь 2011     | Хаммонд и Мэй рассказывают как важен автомобиль в современном кинематографе. |
| Top Gear The Worst Car in The History of The World         | Ноябрь 2012     | Джереми и Джеймс путешествуют по северу Англии, дабы найти и обозначить самый позорный, ужасный и отвратительный автомобиль в мире. |
| Top Gear`s Perfect Road Trip                               | Ноябрь 2013     | Джереми Кларксон и Ричард Хаммонд расскажут нам что по их мнению «идеальное путешествие». Их цель в этом выпуске — это выбор лучшего вида транспорта для разных путешествий по Европе. Цель непростая — ведь выбор так велик. Ричард и Джереми прокатятся на 20 разных автомобилях, начиная от простых и удобных, заканчивая сложными и самыми дорогими в мире, таких как Bugatti, Lamborghini и многие другие. |
| Top Gear`s Perfect Road Trip 2                             | 6 Ноября 2014   | В этот раз дуэт из «Top Gear» пытается совершить вторую попытку в надежде избежать неприятностей вроде задержания французской полицией. Добро пожаловать в «Идеальное путешествие 2». И вновь Кларксон и Хаммонд ищут радость и идеал среди целого ряда быстрых и прекрасных автомобилей, едущих по славным дорогам среди живописных видов под средиземноморским солнцем. В поиске идеала дуэту предстоит проделать массу забавных трюков и выдержать несколько нелепых испытаний, кульминацией которых станет гонка на острове Капри. |

## Награды и номинации
В ноябре 2005 года Top Gear выиграл Международную Эмми в разделе лучший сценарий развлекательной передачи.
В эпизоде, где ведущие показали награду в аудитории, Кларксон пошутил, что он не смог поехать в Нью-Йорк, чтобы получить премию так как он был слишком занят написанием сценария для шоу.
«Top Gear» также был номинирован три раза (2004—2006) на приз Британской Телевизионной Академии в категории лучший полнометражный фильм.
Кларксон также был номинирован на лучшего «Ведущего» в категории развлечения в 2006 году.
В 2004 и 2005 «Top Gear» был номинирован на премию Национального телевидения и в 2006, 2007 и 2008 выиграл её. Принимая награду в октябре 2007 года Ричард Хаммонд сказал, что они действительно это заслужили в этом году.
Также ведущие получили награды в 10 сезоне: Ричард Хаммонд получил награду за «Лучшая телевизионная стрижка» и Джеймс Мэй получил награду «Худшая телевизионная стрижка». Все три ведущих получили награду от журнала «Heat» — за самые странные новости.
В 11 сезоне Стиг выиграл награду скаутов «За грамотные инструкции». Было обнаружено, как скауты атакуют Стига, и ведущие решили, что Стиг боится скаутов и девочек-скаутов.
В конце 2009 Top Gear был признан лучшей программой десятилетия. Программа обогнала многие шоу, включая телешоу «Доктор Кто», по опросам, проведённым компанией YouGov. Результаты были показаны в воскресенье, 27 декабря 2009 года в 9:00 вечера, во время показа специального выпуска на BBC2 Top Gear Боливия.

## Пресс релизы

### Top Gear на Facebook
В августе 2011 года BBC объявила, что все сезоны шоу будут доступны для покупки на Facebook Credits чтобы смотреть на Facebook.

## Версии в других странах

### США
16 июня 2008 Эн-би-си и Би-би-си официально объявили о появлении американской версии «Top Gear». Пилотная версия была снята 26 июля 2008, она была максимально похожа на Английскую версию. NBC решила запустить «Top Gear» в середине телевизионного сезона 2009 года.
Ведущими Американской версии стали Адам Феррара, Таннер Фауст, и Рутлидж Вуд.
Американский вариант получил второй шанс в феврале 2010, когда было объявлено, что канал «History» заказал сезон на 10-12 серий. Съёмки начались в августе 2010, премьера назначена на конец 2010.

### Австралия
«Top Gear Australia» — версия популярной британской программы «Top Gear», которая выходит на телеканале SBS TV.
Премьера передачи состоялась 29 сентября 2008 года. В первом сезоне вышло 8 серий.

### Россия
Официально о появлении русской версии «Top Gear» было объявлено на веб-сайте 14 октября 2008 года. Первоначально планировалось выпустить 15 эпизодов. Первая серия была показана 22 февраля 2009 г. в 19-00. Съёмки «Российской версии» остановлены в связи с низким рейтингом и критикой со стороны телезрителей.

### Китай
«Top Gear» Китай вышел в эфир в июне 2011 года на телеканале CCTV, съёмки происходят в Пекине.

### Южная Корея
20 Августа 2011 вышел первый сезон Корейской версии. Производит и выпускает в эфир Корейский телеканал XTM Channel. Ведущие шоу Ким Кап Су, Ким Чжин Пё, Ён Чжон Хун (연정훈).

### Франция
18 марта 2015 вышел первый сезон Французской версии на телеканале RMC Découverte. Ведущие шоу Филипп Леллуш, Брюс Жунни, Янн Ларре-Менезо.